# BNP Paribas Showdown
 (mars 2012).
Le BNP Paribas Showdown, autrefois appelé BNP Paribas Showdown for the Billie Jean King Cup ou plus simplement Coupe Billie Jean King, est un tournoi exhibition de tennis qui se déroule dans l'enceinte Madison Square Garden.
Créée par l'United States Tennis Association (la Fédération américaine de tennis), l'épreuve fait partie du concept « Tennis Night in America » destiné à promouvoir la pratique de ce sport chez les jeunes américains.
Ce tournoi, organisé avec la collaboration d'une légende du tennis, Billie Jean King, est diffusé sur la chaine à péage HBO.

## Dotation
Le tournoi est doté de la forte somme de 1,2 million de dollars pour seulement 4 participants. Le gagnant repart avec 400 000 contre 300 000 dollars pour le finaliste et 250 000 pour les demi-finalistes.

## Le déroulement
Quatre joueurs ont été sélectionnés pour participer à ce tournoi d'exhibition, ayant été numéro un mondiale ou gagné un tournoi du Grand chelem l'année précédente.
Le tournoi se déroule en une soirée unique. Les demi-finales se jouent en un set gagnant avec la règle du point décisif à 40-A. Les deux joueurs qualifiés s'affrontent alors dans un match classique, en deux sets gagnants avec la règle des avantages.
En 2012, l'édition ne se présente plus sous la forme d'un micro-tournoi (demi-finale puis finale), mais il devient désormais mixte avec 2 matchs d’exhibition (une finale féminine et une finale masculine)

## Édition 2009
La première édition de la coupe Billie Jean King s'est déroulée le 2 mars 2009 au Madison Square Garden où le tennis féminin n'était pas revenu depuis la victoire de Martina Hingis aux Masters de 2000. Cet évènement marque aussi le retour du tennis sur la chaîne de télévision HBO (diffuseur du tournoi de Wimbledon de 1975 à 2000).
« We are very excited to be telecasting the BNP Paribas Showdown for the Billie Jean King Cup. We have had a relationship with Billie Jean since 1984 and it's wonderful to be associated with this unique event. » a dit Ross Greenburg, le président de HBO Sports.
Par rapport aux matchs habituels des Knicks de New York (basket-ball), les spectateurs furent beaucoup plus silencieux.
La lauréate de la première édition, Serena Williams, reçut le trophée des mains de Billie Jean King. L'ancien président des États-Unis, Bill Clinton, présent pour l'évènement, a déclaré : « She probably has done more than any woman in the world to empower women, and to educate men. [...] If you have the heart of a champion, if you have the heart of Billie Jean King, you can prevail. »
Les recettes de cette première édition furent partiellement données à des associations : la Women's Sports Foundation (en) et la Dreams Vaccines Foundation (50 000 $).

### Participantes
| N° | Joueuse         | Parcours               | Parcours            |
| -- | --------------- | ---------------------- | ------------------- |
| 1  | Serena Williams | Victoire, bat          | Venus Williams (3)  |
| 2  | Jelena Janković | 1/2 finale, battue par | Venus Williams (3)  |
| 3  | Venus Williams  | Finale, battue par     | Serena Williams (1) |
| 4  | Ana Ivanović    | 1/2 finale, battue par | Serena Williams (1) |

### Tableau
|  |                 |            |                |                 |            |   |   |        |        |        |        |        |
|  | 1/2 finale      | 1/2 finale | 1/2 finale     | 1/2 finale      | 1/2 finale |   |   | Finale | Finale | Finale | Finale | Finale |
|  |                 |            |                |                 |            |   |   |        |        |        |        |        |
|  |                 |            |                |                 |            |   |   |        |        |        |        |        |
|  | Venus Williams  | (3)        | 6              |                 |            |   |   |        |        |        |        |        |
|  | Venus Williams  | (3)        | 6              |                 |            |   |   |        |        |        |        |        |
|  | Jelena Janković | (2)        | 4              |                 |            |   |   |        |        |        |        |        |
|  | Jelena Janković | (2)        | 4              | Serena Williams | (1)        | 6 | 6 |        |        |        |        |        |
|  |                 |            |                |                 |            | 6 | 6 |        |        |        |        |        |
|  |                 |            | Venus Williams | (3)             | 4          | 3 |   |        |        |        |        |        |
|  | Serena Williams | (1)        | Venus Williams | (3)             | 4          | 3 | 6 |        |        |        |        |        |
|  | Serena Williams | (1)        |                |                 |            |   | 6 |        |        |        |        |        |
|  | Ana Ivanović    | (4)        | 3              |                 |            |   |   |        |        |        |        |        |
|  | Ana Ivanović    | (4)        | 3              |                 |            |   |   |        |        |        |        |        |

## Édition 2010
La seconde édition de la compétition, disputée le 1er mars 2010, voit s'imposer Venus Williams face à Kim Clijsters en finale, au terme d'une rencontre disputée en trois manches serrées (6-4, 3-6, 7-5).

### Participantes
| N° | Joueuse             | Parcours               | Parcours       |
| -- | ------------------- | ---------------------- | -------------- |
| -  | Venus Williams      | Victoire, bat          | Kim Clijsters  |
| -  | Kim Clijsters       | Finale, battue par     | Venus Williams |
| -  | Svetlana Kuznetsova | 1/2 finale, battue par | Venus Williams |
| -  | Ana Ivanović        | 1/2 finale, battue par | Kim Clijsters  |

### Tableau
|  |                     |            |               |            |            |                |   |        |        |        |        |        |
|  | 1/2 finale          | 1/2 finale | 1/2 finale    | 1/2 finale | 1/2 finale |                |   | Finale | Finale | Finale | Finale | Finale |
|  |                     |            |               |            |            |                |   |        |        |        |        |        |
|  |                     |            |               |            |            |                |   |        |        |        |        |        |
|  | Venus Williams      | -          | 6             | X          | X          |                |   |        |        |        |        |        |
|  | Venus Williams      | -          | 6             | X          | X          |                |   |        |        |        |        |        |
|  | Svetlana Kuznetsova | -          | 4             | X          | X          |                |   |        |        |        |        |        |
|  | Svetlana Kuznetsova | -          | 4             | X          | X          | Venus Williams | - | 6      | 3      | 7      |        |        |
|  |                     |            |               |            |            | Venus Williams | - | 6      | 3      | 7      |        |        |
|  |                     |            | Kim Clijsters | -          | 4          | 6              | 5 |        |        |        |        |        |
|  | Ana Ivanović        | -          | Kim Clijsters | -          | 4          | 6              | 5 | 6      | X      | X      |        |        |
|  | Ana Ivanović        | -          |               |            |            |                |   | 6      | X      | X      |        |        |
|  | Kim Clijsters       | -          | 7             | X          | X          |                |   |        |        |        |        |        |
|  | Kim Clijsters       | -          | 7             | X          | X          |                |   |        |        |        |        |        |

## Édition 2012
L'édition 2012 est disputée le 5 mars 2012.

### Participants
| No | Joueur/Joueuse     | Parcours          | Parcours           |
| -- | ------------------ | ----------------- | ------------------ |
| 3  | Roger Federer      | Finale (homme)    | Andy Roddick       |
| 31 | Andy Roddick       | Vainqueur (homme) | Roger Federer      |
|    |                    |                   |                    |
| 2  | Maria Sharapova    | Vainqueur (femme) | Caroline Wozniacki |
| 4  | Caroline Wozniacki | Finale (femme)    | Maria Sharapova    |

### Tableau

#### Masculin
|  |               |      |   |    |  |
|  | Finale        |      |   |    |  |
|  |               |      |   |    |  |
|  |               |      |   |    |  |
|  | Roger Federer | (3)  | 5 | 67 |  |
|  | Roger Federer | (3)  | 5 | 67 |  |
|  | Andy Roddick  | (31) | 7 | 7  |  |

#### Féminin
|  |                    |     |   |   |  |
|  | Finale             |     |   |   |  |
|  |                    |     |   |   |  |
|  |                    |     |   |   |  |
|  | Maria Sharapova    | (2) | 6 | 6 |  |
|  | Maria Sharapova    | (2) | 6 | 6 |  |
|  | Caroline Wozniacki | (4) | 3 | 4 |  |

## Édition 2013
L'édition 2013 est disputée le 4 mars 2013.

### Participants
| No | Joueur/Joueuse        | Parcours | Parcours              |
| -- | --------------------- | -------- | --------------------- |
| 5  | Rafael Nadal          | Finale   | Juan Martín del Potro |
| 7  | Juan Martín del Potro | Victoire | Rafael Nadal          |
|    |                       |          |                       |
| 1  | Serena Williams       | Finale   | Victoria Azarenka     |
| 2  | Victoria Azarenka     | Victoire | Serena Williams       |

### Tableau

#### Masculin
|  |                       |     |    |   |  |
|  | Finale                |     |    |   |  |
|  |                       |     |    |   |  |
|  |                       |     |    |   |  |
|  | Rafael Nadal          | (5) | 64 | 4 |  |
|  | Rafael Nadal          | (5) | 64 | 4 |  |
|  | Juan Martín del Potro | (7) | 7  | 6 |  |

#### Féminin
|  |                   |     |   |   |   |
|  | Finale            |     |   |   |   |
|  |                   |     |   |   |   |
|  |                   |     |   |   |   |
|  | Serena Williams   | (1) | 6 | 6 | 3 |
|  | Serena Williams   | (1) | 6 | 6 | 3 |
|  | Victoria Azarenka | (2) | 7 | 2 | 6 |

## Liens Externes
Site officiel

Ancien site officiel